# Hiroki Kishida
Hiroki Kishida (jap. 岸田 裕樹 Kishida Hiroki; ur. 7 czerwca 1981) – japoński piłkarz występujący na pozycji napastnika.

## Kariera klubowa
Od 2004 do 2011 roku występował w klubach Vissel Kobe, YKK AP i Fagiano Okayama.